# 1716 au théâtre
| Années du théâtre : 1713 - 1714 - 1715 - 1716 - 1717 - 1718 - 1719    |
| Décennies du théâtre : 1680 - 1690 - 1700 - 1710 - 1720 - 1730 - 1740 |

## Événements
- Retour des comédiens italiens à Paris, qui reprennent leurs représentations, sous la direction de Luigi Riccoboni, à l'Hôtel de Bourgogne.

## Pièces de théâtre publiées
- Médée et Jason de Simon-Joseph Pellegrin, sous le nom d'Antoine de Laroque

## Pièces de théâtre représentées
- 17 octobre : L'Amante difficile ou l'amant constant d'Antoine Houdar de La Motte et Pierre Rémond de Sainte-Albine, Paris, théâtre de l'Hôtel de Bourgogne.
- 7 juillet : Le Triple Mariage de Philippe Néricault Destouches, Paris, au Théâtre Français.

## Naissances
- 26 janvier : Jean-François-Henri Collot, dramaturge et librettiste français, collaborateur de l'Encyclopédie, mort en octobre 1804.
- 10 avril : Bailly Du Roullet, diplomate, auteur dramatique et librettiste français, mort le 2 août 1786.
- 19 août : Pierre Rousseau, journaliste et dramaturge français, mort le 10 novembre 1785.
- 1er octobre : Jean-Jacques-François Drouin, acteur français, sociétaire de la Comédie-Française, mort le 11 avril 1790.
- 16 décembre : Claude Godard d'Aucour, marquis de Plancy, fermier général, écrivain, dramaturge et librettiste français, mort le 1er juillet 1795.
- Date précise non connue : 
  - Jean-François Fieuzal (ou Fieusacq), dit Durancy, acteur et directeur de théâtre français, mort le 16 février 1769.

## Décès
- 22 février : Caterina Biancolelli, actrice italienne, née en 1665.
- 23 août : Mademoiselle Lecomte (Françoise Cordon, épouse Guyot dit Lecomte, dite aussi Mademoiselle Bellonde), actrice française.
- ? : William Wycherley, dramaturge et poète anglais.